# Luna (localidad)
Luna  es una localidad del concejo de Luna, que está situado en el municipio de Cuartango, en la provincia de Álava, España.

## Historia
Hacia mediados del siglo XIX, el lugar, ya por entonces perteneciente a Cuartango, tenía contabilizada una población de sesenta habitantes. Aparece descrito en el décimo volumen del Diccionario geográfico-estadístico-histórico de España y sus posesiones de Ultramar de Pascual Madoz con las siguientes palabras:

LUNA: l. del ayunt. de Cuartango, en la prov. de Alava (á Vitoria 5 leg.), part. jud. de Añana (3 1/2), aud. terr. de Burgos (21), c. g. de las Provincias Vascongadas, y dióc. de Calahorra (22), sit. en la falda de la sierra de Guibijo; clima frio; le combate el viento N. y se padecen fiebres catarrales. Tiene 13 casas, igl. parr. (San Andres Apóstol) servida por un beneficiado con título de cura, y un mayordomo seglar, y para surtido del vecindario cuatro abundantes fuentes de aguas comunes y saludables. El térm. confina N. Sierra de Guibijo; E. Archua; S. sierra de Arcamo, y O. Osma y Berberana; comprendiendo en su circunferencia la espresada sierra de Guibijo y el monte de Santiago, poblados de robles y hayas. El terreno es de inferior calidad, le atraviesa un riach. llamado Vadillo, que formado en dicha sierra va á desaguar al r. Bayas. caminos: los locales en mal estado: el correo se recibe de Orduña. prod.: trigo, avena, patatas y otras legumbres: cria de ganado caballar, vacuno, lanar y cabrío: caza de zorros, liebres y perdices. pobl.: 10 vec., 60 alm. riqueza y contr. con su ayunt. (V.)
(Madoz, 1847, pp. 468-469)

En 2022, tenía empadronados ocho habitantes.

## Demografía
| Gráfica de evolución demográfica de Luna entre 2000 y 2017  |
|                                                             |
| Población de derecho según los censos de población del INE. |

## Patrimonio
Hay en el lugar una iglesia de San Andrés.